# داملوس
داملوس (به آلمانی: Damlos) یک شهر در آلمان است که در استهلشتاین واقع شده‌است. داملوس ۶۹۹ نفر جمعیت دارد.